# Рансхофен-Вертхаймер, Эгон
Э́гон Рансхо́фен-Вертха́ймер (нем. Egon Ranshofen-Wertheimer; 4 сентября 1894, Браунау-ам-Инн — 27 декабря 1957, Нью-Йорк) — австрийский дипломат, журналист, специалист в области государственного права.

## Биография
Эгон родился в католической семье землевладельцев еврейского происхождения (после аншлюса его семья бежала из Австрии). Во время первой мировой войны он увлекся марксизмом, обучался в Вене, Цюрихе, Берлине, Мюнхене и Гейдельберге. В Гейдельбергском университете сблизился с кружком социалистов, в последующие годы перешел на позиции социал-демократов. В 1921—1924 годы работал газетным редактором в Гамбурге, а с 1931 года стал иностранным корреспондентом социал-демократической газеты «Vorwärts» в Лондоне. В Лондоне была написана его первая книга «Портрет британской Лейбористской партии», сразу ставшая бестселлером. В это же время начинается его дружба и сотрудничество с журналистом и экономистом из Зальцбурга Леопольдом Кором.
С 1930 по 1949 годы — дипломатическая служба в Женеве.
В 1940 году — эмиграция в США. В Америке Рансхофен-Вертхаймер преподавал в Американском университете в Вашингтоне и сотрудничал в миротворческом Фонде Карнеги. В 1945—46 годах работал в международном консулате ООН.
Во время войны он выступал в прессе (в «The New York Times» и других изданиях) со статьями в поддержку правительства США в его противостоянии нацизму и разоблачениями последнего. С 1946 по 1955 год работал в различных комиссиях ООН. После выхода на пенсию в 1956 году долгое время был консультантом австрийской миссии в ООН.
В своей работе «The International Secretariat — a Great Experiment in International Administration» Эгон Рансхофен-Вертхаймер формулировал основополагающие принципы ООН.
После окончания оккупации Австрии войсками антигитлеровской коалиции Эгон Рансхофен-Вертхаймер и Леопольд Кор много сделали для возрождения независимого австрийского государства на новой основе и содействовали скорейшему приему молодой австрийской республики в члены ООН (1955).